# Sava Athanasiu

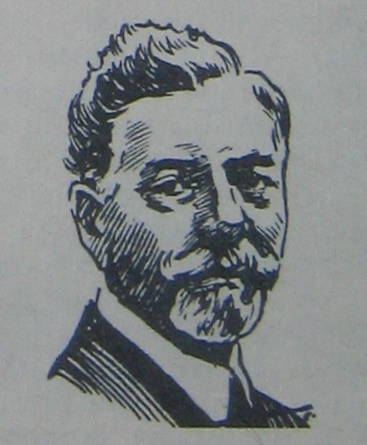
Sava Athanasiu

Sava Athanasiu (n. 28 aprilie 1861, Ruginești, Vrancea – d. 8 aprilie 1946, București) a fost un geolog și paleontolog român, membru de onoare al Academiei Române.

## Biografie
A fost profesor de geologie la Universitatea din București. A făcut studii asupra flișului și neogenului din Carpații Orientali și asupra problemei scidienilor din depozitele neogene.
A fost membru corespondent al Academiei de Științe din România începând cu 21 decembrie 1935 și membru titular începând cu 7 iunie 1942.

## Opera
- Studii geologice din districtul Suceava, 1898
- Curs de geologie stratigrafică cu privire specială asupra dezvoltării diferitelor formațiuni *geologice din țara noastră, 1932
- Curs de geologie generală, 1931 - 1932
- Asupra prezenței petrolului în Suceava, Bucuresci, Imprimeria Statului, 1901
- Asupra stratigrafiei muntelui Stănișoara din nordul Moldovei, Bucuresci, Imprimeria Statului, 1905